# Persone di nome Isabella/Nobili
| Questa pagina contiene informazioni ricavate automaticamente dalle voci biografiche con l'ausilio del template Bio e di un bot. L'aggiornamento è periodico e automatico e ricostruisce completamente la pagina. Se manca una persona in questa lista, sei pregato di non aggiungerla, ma accertati piuttosto che la sua voce biografica contenga il template Bio e che i dati anagrafici siano correttamente compilati. Se il template Bio manca, inseriscilo tu stesso o, in alternativa, metti l'avviso {{tmp\|Bio}} che ne segnala la mancanza. Se i dati riportati sono sbagliati, correggi direttamente la voce biografica; le modifiche saranno visibili in questa lista entro pochi giorni. Per chiarimenti vedi il progetto biografie. La lista contiene solo le 62 persone che sono citate nell'enciclopedia e per le quali è stato implementato correttamente il template Bio. Pagina aggiornata al 18 mar 2024. |

Questa è una lista di persone presenti nell'enciclopedia che hanno il prenome Isabella e sono nobili.

## A(3)
- Isabella Appiano, nobildonna italiana (Genova, n. 1577 - Roma, † 1661)
- Isabella d'Asburgo-Teschen, nobile austriaca (Bratislava, n. 1887 - La Tour-de-Peilz, † 1973)
- Isabella Asinari, nobildonna italiana († 1417)

## B(4)
- Isabella FitzRoy, duchessa di Grafton, nobile inglese (n. 1668 - † 1723)
- Isabella di Borbone, nobile francese (n. 1436 - Anversa, † 1465)
- Isabella Borgia Enriquez, nobildonna, religiosa e scrittrice spagnola (Gandía, n. 1498 - Valladolid, † 1557)
- Isabella Bresegna, nobildonna spagnola (Spagna - Chiavenna, † 1567)

## C(2)
- Isabella di Clare, IV contessa di Pembroke, nobile britannica (n. 1172 - † 1220)
- Isabella Colonna, nobile italiana (Fondi, n. 1513 - Napoli, † 1570)

## D(16)
- Isabella d'Aragona, duchessa (Napoli, n. 1470 - Napoli, † 1524)
- Isabella Maria d'Este, nobildonna italiana (Ferrara, n. 1519 - Ferrara, † 1521)
- Isabella d'Este, nobile, mecenate e collezionista d'arte italiana (Ferrara, n. 1474 - Mantova, † 1539)
- Isabella d'Este, duchessa italiana (Modena, n. 1635 - Colorno, † 1666)
- Isabella d'Orléans, nobile francese (Eu, n. 1878 - Larache, † 1961)
- Isabella d'Orléans-Braganza, nobile francese (Eu, n. 1911 - Parigi, † 2003)
- Isabella di Beauchamp, nobile inglese († 1306)
- Isabella de Warenne, nobile inglese
- Isabella de' Medici, nobildonna italiana (Firenze, n. 1542 - Cerreto Guidi, † 1576)
- Isabella di Baviera, nobile tedesca (Monaco di Baviera, n. 1863 - Roma, † 1924)
- Isabella di Borbone-Parma, nobile spagnola (Madrid, n. 1741 - Vienna, † 1763)
- Isabella di Braganza, nobile († 1465)
- Isabella di Braganza, nobile portoghese (n. 1514 - Vila Viçosa, † 1576)
- Isabella di Capua, nobile italiana (n. 1510 - Napoli, † 1559)
- Isabella di Foix-Castelbon, nobile († 1428)
- Isabella di Mar, nobile scozzese (n. 1277 - † 1296)

## F(1)
- Isabella Filomarino, nobile italiana (Napoli, n. 1600 - Conversano, † 1679)

## G(6)
- Isabella di Gloucester, nobile britannica (Kenysham, † 1217)
- Isabella Gonzaga di Bozzolo, nobildonna italiana (n. 1521 - † 1583)
- Isabella Gonzaga di Novellara, nobile italiana (n. 1578 - Bozzolo, † 1630)
- Isabella Gonzaga, nobile italiana (Mantova, n. 1537 - Vicaria, † 1579)
- Isabella Gonzaga, nobile italiana (Sabbioneta, n. 1565 - Napoli, † 1637)
- Isabella Grimaldi, nobildonna italiana († 1583)

## I(18)
- Isabella Boschetti, nobile italiano (n. 1500 - † 1560)
- Isabella Clara d'Austria, duchessa (Innsbruck, n. 1629 - Mantova, † 1685)
- Isabella Gesualdo, nobile italiana (Venosa, n. 1611 - Roma, † 1629)
- Isabella de Fortibus, nobildonna inglese († 1293)
- Isabella di Baviera, nobile tedesca (n. 1361 - Milano, † 1382)
- Isabella di Beaumont, nobile inglese (Leicester)
- Isabella di Borbone-Spagna, nobile spagnola (Madrid, n. 1851 - Parigi, † 1931)
- Isabella di Borgogna, nobildonna francese (Chambly, † 1323)
- Isabella di Brienne, contessa († 1360)
- Isabella di Challant, nobile italiana (n. 1531 - † 1596)
- Isabella di Coucy, nobile britannica (n. 1332 - † 1379)
- Isabella di Francia, nobile francese († 1348)
- Isabella di Lussemburgo, marchesa (n. 1247 - Magonza, † 1298)
- Isabella di Roquefeuil, nobildonna francese († 1427)
- Isabella di Urgell, nobile (n. 1409 - Coimbra, † 1443)
- Isabella di Valois, nobile francese (n. 1313 - Parigi, † 1383)
- Isabella, contessa di Menteith, nobile scozzese
- Isabella, principessa reale di Castiglia, nobildonna spagnola (Valencia, n. 1518 - Perpignano, † 1537)

## M(2)
- Isabella Martinengo, nobile italiana (n. 1611 - Castiglione delle Stiviere, † 1708)
- Isabella Mortimer, nobile britannica (Herefordshire, n. 1247 - † 1292)

## N(1)
- Isabella di Neuchâtel, nobile svizzera (n. 1335 - † 1395)

## P(4)
- Isabella Paleologa, nobile (Moncalvo, n. 1419 - Manta, † 1475)
- Isabella di Pembroke, nobile britannica (Pembroke, n. 1200 - Hertfordshire, † 1240)
- Isabella d'Aragona, contessa (Barcellona, n. 1380 - Alcolea de Cinca, † 1424)
- Isabella Petrozzani, nobildonna italiana (Mantova)

## R(1)
- Isabella Roncioni, nobile italiana (Pisa, n. 1781 - Firenze, † 1849)

## S(3)
- Isabella di Savoia, nobildonna italiana (Torino, n. 1591 - Modena, † 1626)
- Isabella di Scozia, nobile britannica (n. 1195)
- Isabella Ingram, nobile britannica (n. 1759 - † 1834)

## V(1)
- Isabella von Croy, nobile tedesca (Dülmen, n. 1856 - Budapest, † 1931)